# Oberlind (Mehlmeisel)
Oberlind ist ein Gemeindeteil der Gemeinde Mehlmeisel im Landkreis Bayreuth (Oberfranken, Bayern). Oberlind liegt in der Gemarkung Mehlmeisel.

## Geografie
Mitter- und Oberlind bilden eine Streusiedlung an der Fichtelnaab. Im Westen liegt das Naturschutzgebiet Moosbachaue. Die Staatsstraße 2181 führt nach Fichtelberg (0,8 km nördlich) bzw. nach Unterlind (2,1 km südöstlich). Eine Gemeindeverbindungsstraße führt nach Hüttstadl (1,8 km südwestlich).

## Geschichte
Der Ort wurde 1420 als „Öde zum Obern Lint“ erstmals urkundlich erwähnt: Peter Groß verkaufte diese an Paul von Hirschberg zu Ebnath. Seit 1478 gehörte das Lehengut je zur Hälfte den Hirschbergern zu Ebnath und den Hirschbergern zu Weißenstadt. In dieser Zeit wurde ein Hammerwerk errichtet. Infolge des Landshuter Erbfolgekrieges wurde Oberlind im Jahr 1504 verwüstet. Es wurde erst 1614 wieder errichtet. In direkter Nachbarschaft entstand Mitterlind. Mitter- und Oberlind unterstanden der Gutsherrschaft Ebnath-Schwarzenreuth der Herren von Hirschberg. Es gab acht Anwesen (2 je 1⁄7 Hoffuß, 1 zu 1⁄10, 1 zu 1⁄8, 3 je 1⁄16 und 1 zu 1⁄20).
Infolge des Ersten Gemeindeedikts wurde Oberlind dem 1812 gebildeten Steuerdistrikt Mehlmeisel und der Ruralgemeinde Mehlmeisel zugewiesen. 1959 wurde die Wendelinskapelle errichtet.

### Einwohnerentwicklung
| Jahr      | 001819 | 001824 | 001861 | 001871 | 001885 | 001900 | 001925 | 001950 | 001961 | 001970 | 001987 |
| Einwohner | 41     | 56     | 31     | 18     | 24     | 27     | 35     | 40     | 39     | 35     | 42     |
| Häuser    |        | 6      |        |        | 3      | 3      | 5      | 5      | 7      |        | 8      |
| Quelle    | [ 11 ] | [ 8 ]  | [ 12 ] | [ 13 ] | [ 14 ] | [ 15 ] | [ 16 ] | [ 17 ] | [ 18 ] | [ 19 ] | [ 1 ]  |

## Religion
Oberlind ist katholisch geprägt und war ursprünglich nach St. Ägidius (Ebnath) gepfarrt. Seit 1907 ist die Pfarrei St. Johannes Baptist (Mehlmeisel) zuständig.